# Callopistria terlana
Callopistria terlana är en fjärilsart som beskrevs av Franz Dannehl 1925. Callopistria terlana ingår i släktet Callopistria och familjen nattflyn. Inga underarter finns listade i Catalogue of Life.